# Olympische Winterspiele 1976/Eishockey
Die Olympischen Winterspiele 1976 fanden in Innsbruck statt. Die Eishockeyspiele wurden im Zeitraum vom 2. bis 14. Februar in der Olympia- und Messehalle ausgetragen. Zwölf Mannschaften nahmen an diesem Turnier teil.
Teilnahmeberechtigt waren die sechs Mannschaften der A-Gruppe der Eishockey-Weltmeisterschaft 1975 sowie die besten vier Teams der B-Gruppe und der Sieger der C-Gruppe. Dazu kam Österreich als Gastgeber. Allerdings verzichteten mit Schweden (A-Gruppen-Dritter), der DDR (B-Gruppensieger) und Norwegen (C-Gruppen-Sieger) gleich drei teilnahmeberechtigte Mannschaften auf ihre Mitwirkung. Für diese Teams rückten Rumänien (B-Gruppen-Fünfter), Japan (B-Gruppen-Sechster) und Bulgarien (C-Gruppen-Zweiter) nach.
Das Turnier startete wie die olympischen Turniere zuvor mit einer Ausscheidungsrunde. Die Paarungen wurden dabei anhand einer Setzliste zusammengestellt, die sich an den Platzierungen der WM 1975 orientierte.
Souveräner Turniersieger wurde die UdSSR, die ihre fünfte Goldmedaille gewann, vor der Tschechoslowakei. Sensationeller Gewinner der Bronzemedaille wurde die BR Deutschland, die aufgrund des besseren Torquotienten in den direkten Vergleichen untereinander gegenüber den punktgleichen Teams aus Finnland und den USA erfolgreich war. Der Gewinn der Bronzemedaille war bis zu den Olympischen Winterspielen 2018 die beste Platzierung einer deutschen Mannschaft bei einem olympischen Turnier.
Das Turnier wurde von einem Dopingfall überschattet. Der tschechoslowakische Spieler František Pospíšil wurde nach dem Spiel gegen Polen der Einnahme des auf dem Index stehenden Mittels Codein überführt. Das Spiel wurde für die tschechoslowakische Mannschaft mit 0:2 Punkten und 0:1 Toren gewertet. Für Gegner Polen galt jedoch weiterhin das tatsächliche Endergebnis von 1:7.

## Ausscheidungsrunde
| 2. Februar 1976 14:00 Uhr | Polen Leszek Kokoszka (18:23) Marian Kajzerek (27:10) Mieczysław Jaskierski (32:50) Leszek Kokoszka (39:31) Robert Góralczyk (48:12) Henryk Pytel (52:52) Wiesław Jobczyk (58:21) | 7:4 (1:2, 3:2, 3:0) | Rumänien Dumitru Axinte (4:42) Elöd Antal (6:31) Doru Tureanu (32:18) Elöd Antal (38:02) | Olympiahalle, Innsbruck Zuschauer: unbekannt |

| 2. Februar 1976 17:00 Uhr | Tschechoslowakei Vladimír Martinec (6:10) Ivan Hlinka (11:58) Jiří Holík (17:12) Jiří Holík (22:07) Vladimír Martinec (22:36) Vladimír Martinec (23:29) Eduard Novák (24:45) Josef Augusta (35:13) Jiří Novák (36:37) Jiří Novák (42:32) Josef Augusta (43:55) Jiří Bubla (44:20) Jiří Novák (51:13) František Pospíšil (56:15) | 14:1 (3:0, 6:1, 5:0) | Bulgarien Ilija Batschwarow (36:17) | Olympiahalle, Innsbruck |

| 2. Februar 1976 20:00 Uhr | BR Deutschland Lorenz Funk (11:27) Ernst Köpf (21:53) Lorenz Funk (22:17) Erich Kühnhackl (44:04) Wolfgang Boos (56:35) | 5:1 (1:0, 2:0, 2:1) | Schweiz Jürg Berger (51:53) | Olympiahalle, Innsbruck Zuschauer: 7.500 |

| 3. Februar 1976 | Finnland   | – | Japan       | 11:2 | (0:1,4:0,7:1) |
|                 | USA        | – | Jugoslawien | 8:4  | (2:1,4:1,2:2) |
|                 | Österreich | – | Sowjetunion | 3:16 | (0:4,2:8,1:4) |

## Finalrunde um die Plätze 1–6 (A-Gruppe)
| 6. Februar 1976  | Polen            | – | BR Deutschland   | 4:7  | (2:5,0:0,2:2) |
|                  | UdSSR            | – | USA              | 6:2  | (3:0,1:1,2:1) |
|                  | Tschechoslowakei | – | Finnland         | 2:1  | (0:1,1:0,1:0) |
| 8. Februar 1976  | UdSSR            | – | Polen            | 16:1 | (7:1,6:0,3:0) |
|                  | Finnland         | – | BR Deutschland   | 5:3  | (2:1,1:1,2:1) |
|                  | Tschechoslowakei | – | USA              | 5:0  | (1:0,1:0,3:0) |
| 10. Februar 1976 | Finnland         | – | USA              | 4:5  | (0:2,2:1,2:2) |
|                  | Tschechoslowakei | – | Polen            | 0:11 | (3:1,1:0,3:0) |
|                  | UdSSR            | – | BR Deutschland   | 7:3  | (5:2,1:0,1:1) |
| 12. Februar 1976 | USA              | – | Polen            | 7:2  | (3:1,1:1,3:0) |
|                  | Tschechoslowakei | – | BR Deutschland   | 7:4  | (4:0,3:2,0:2) |
|                  | UdSSR            | – | Finnland         | 7:2  | (3:0,1:0,3:2) |
| 14. Februar 1976 | USA              | – | BR Deutschland   | 1:4  | (0:0,0:1,1:3) |
|                  | Finnland         | – | Polen            | 7:1  | (4:1,1:0,2:0) |
|                  | UdSSR            | – | Tschechoslowakei | 4:3  | (0:2,2:0,2:1) |

1) Endstand 7:1, wegen eines positiven Dopingbefundes eines Tschechoslowaken mit 0:2 Punkten und 0:1 Toren gegen die Tschechoslowakei gewertet. Polen bekam keine Punkte zugeteilt.

### Abschlusstabelle
| Pl | Mannschaft       | Sp | S | U | N | Tore  | Diff | Pkt.  | Direkter Vergleich | Direkter Vergleich | Direkter Vergleich | Direkter Vergleich |
| Pl | Mannschaft       | Sp | S | U | N | Tore  | Diff | Pkt.  | Pkt.               | Tore               | Diff               | Quot               |
| -- | ---------------- | -- | - | - | - | ----- | ---- | ----- | ------------------ | ------------------ | ------------------ | ------------------ |
| 1. | Sowjetunion      | 5  | 5 | 0 | 0 | 40:11 | +29  | 10:00 |                    |                    |                    |                    |
| 2. | Tschechoslowakei | 5  | 3 | 0 | 2 | 17:10 | +7   | 06:40 |                    |                    |                    |                    |
| 3. | BR Deutschland   | 5  | 2 | 0 | 3 | 21:24 | −3   | 04:60 | 2:2                | 7:6                | +1                 | 1,167              |
| 4. | Finnland         | 5  | 2 | 0 | 3 | 19:18 | +1   | 04:60 | 2:2                | 9:8                | +1                 | 1,125              |
| 5. | USA              | 5  | 2 | 0 | 3 | 15:21 | −6   | 04:60 | 2:2                | 6:8                | −2                 | 0,750              |
| 6. | Polen            | 5  | 0 | 0 | 5 | 9:37  | −28  | 00:10 |                    |                    |                    |                    |

## Platzierungsrunde um die Plätze 7–12 (B-Gruppe)
| 5. Februar 1976  | Jugoslawien | – | Schweiz     | 6:4 | (1:1,2:2,3:1) |
|                  | Rumänien    | – | Japan       | 3:1 | (1:0,1:1,1:0) |
|                  | Österreich  | – | Bulgarien   | 6:2 | (1:1,3:0,2:1) |
| 7. Februar 1976  | Rumänien    | – | Jugoslawien | 3:4 | (1:1,1:2,1:1) |
|                  | Schweiz     | – | Bulgarien   | 8:3 | (2:0,3:1,3:2) |
|                  | Österreich  | – | Japan       | 3:2 | (1:1,2:0,0:1) |
| 9. Februar 1976  | Jugoslawien | – | Bulgarien   | 8:5 | (3:1,1:0,4:4) |
|                  | Schweiz     | – | Japan       | 4:6 | (2:1,1:4,1:1) |
|                  | Österreich  | – | Rumänien    | 3:4 | (2:1,0:0,1:3) |
| 11. Februar 1976 | Rumänien    | – | Bulgarien   | 9:4 | (6:0,2:1,1:3) |
|                  | Jugoslawien | – | Japan       | 3:4 | (0:2,0:1,3:1) |
|                  | Österreich  | – | Schweiz     | 3:5 | (1:1,2:3,0:1) |
| 13. Februar 1976 | Japan       | – | Bulgarien   | 7:5 | (4:3,2:1,1:1) |
|                  | Rumänien    | – | Schweiz     | 8:4 | (0:2,4:0,4:2) |
|                  | Österreich  | – | Jugoslawien | 3:1 | (0:0,2:0,1:1) |

### Abschlusstabelle (Gruppe B)
| Pl | Mannschaft  | Sp | S | U | N | Tore  | Diff | Pkt. | Pkt im dir. Vgl. |
| -- | ----------- | -- | - | - | - | ----- | ---- | ---- | ---------------- |
| 1. | Rumänien    | 5  | 4 | 0 | 1 | 27:16 | +11  | 8:02 |                  |
| 2. | Österreich  | 5  | 3 | 0 | 2 | 18:14 | +04  | 6:04 | 4:0              |
| 3. | Japan       | 5  | 3 | 0 | 2 | 20:18 | +02  | 6:04 | 2:2              |
| 4. | Jugoslawien | 5  | 3 | 0 | 2 | 22:19 | +03  | 6:04 | 0:4              |
| 5. | Schweiz     | 5  | 2 | 0 | 3 | 25:26 | −01  | 4:06 |                  |
| 6. | Bulgarien   | 5  | 0 | 0 | 5 | 19:38 | −19  | 0:10 |                  |

## Beste Scorer
Abkürzungen: Sp = Spiele, T = Tore, V = Vorlagen, Pkt = Punkte, SM = Strafminuten; Fett: Turnierbestwert
| Spieler             | Team             | Sp | T  | V | Pkt | SM |
| ------------------- | ---------------- | -- | -- | - | --- | -- |
| Wladimir Schadrin   | UdSSR            | 6  | 10 | 4 | 14  | 2  |
| Alexander Malzew    | UdSSR            | 6  | 7  | 7 | 14  | 0  |
| Wiktor Schalimow    | UdSSR            | 6  | 7  | 7 | 14  | 2  |
| Alexander Jakuschew | UdSSR            | 6  | 4  | 9 | 13  | 2  |
| Vladimír Martinec   | Tschechoslowakei | 6  | 7  | 5 | 12  | 2  |
| Doru Tureanu        | Rumänien         | 6  | 6  | 6 | 12  | 23 |
| Wiktor Schluktow    | UdSSR            | 6  | 2  | 9 | 11  | 2  |
| Erich Kühnhackl     | BR Deutschland   | 5  | 5  | 5 | 10  | 10 |
| Milan Nový          | Tschechoslowakei | 6  | 7  | 2 | 9   | 0  |
| Wladimir Petrow     | UdSSR            | 6  | 6  | 3 | 9   | 6  |

## Abschlussplatzierung und Kader der Mannschaften

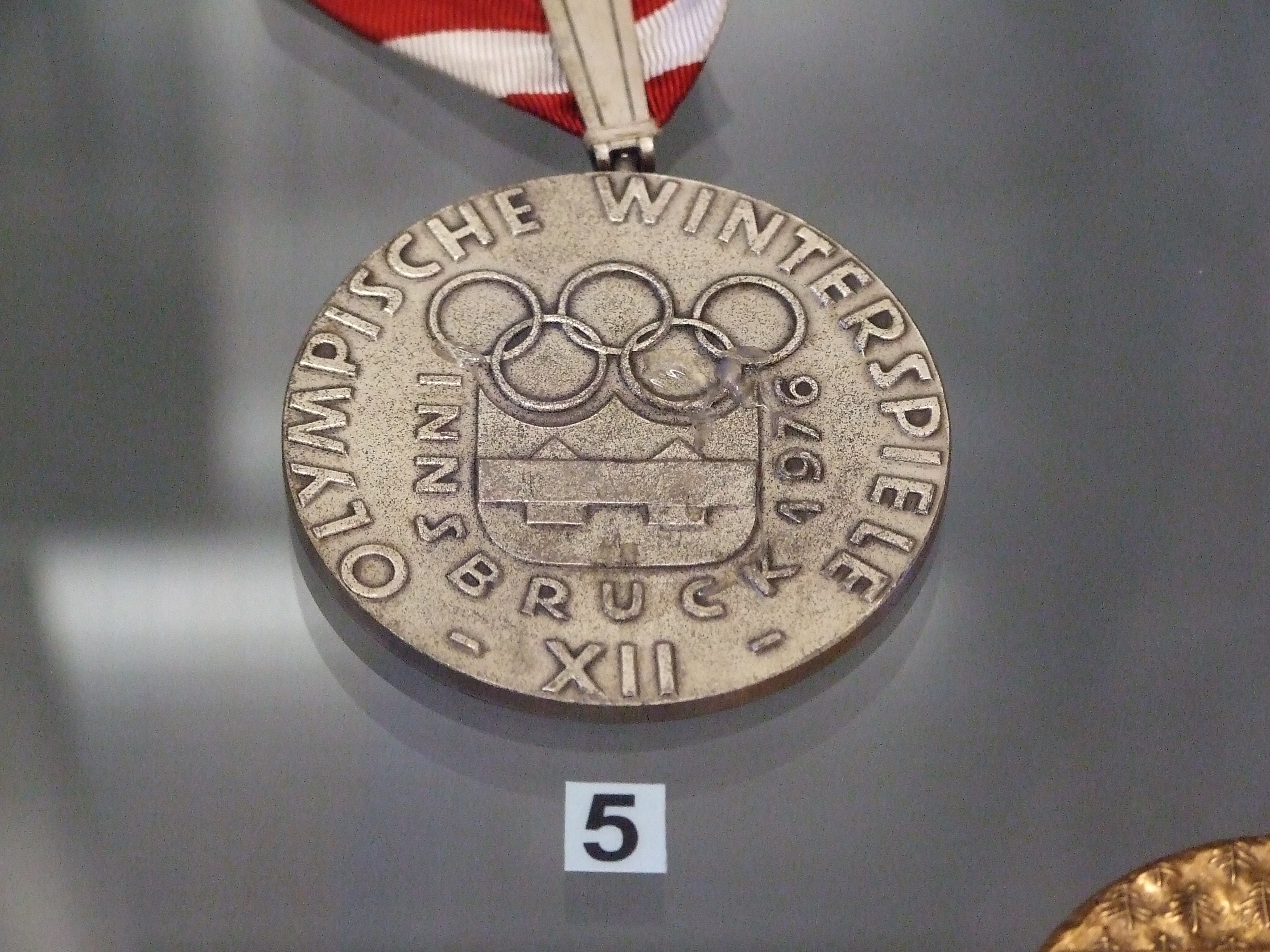
Silbermedaille der tschechoslowakischen Nationalmannschaft

| Platzierung    | Mannschaft       | Spieler |
| -------------- | ---------------- | --- |
| Goldmedaille   | UdSSR            | Boris Alexandrow, Sergei Babinow, Waleri Charlamow, Alexander Gussew, Alexander Jakuschew, Sergei Kapustin, Juri Ljapkin, Wladimir Luttschenko, Alexander Malzew, Boris Michailow, Wladimir Petrow, Wladimir Schadrin, Wiktor Schalimow, Wiktor Schluktow, Alexander Sidelnikow, Wladislaw Tretjak, Waleri Wassiljew, Gennadi Zygankow |
| Silbermedaille | Tschechoslowakei | Josef Augusta, Jiří Bubla, Milan Chalupa, Jiří Crha, Miroslav Dvořák, Bohuslav Ebermann, Ivan Hlinka, Jiří Holeček, Jiří Holík, Milan Kajkl, Oldřich Macháč, Vladimír Martinec, Eduard Novák, Jiří Novák, Milan Nový, František Pospíšil, Jaroslav Pouzar, Bohuslav Šťastný                                                            |
| Bronzemedaille | BR Deutschland   | Lorenz Funk, Ernst Köpf, Alois Schloder, Rudolf Thanner, Josef Völk, Anton Kehle, Erich Kühnhackl, Rainer Philipp, Klaus Auhuber, Ignaz Berndaner, Wolfgang Boos, Martin Hinterstocker, Udo Kießling, Walter Köberle, Stefan Metz, Franz Reindl, Ferenc Vozar, Erich Weishaupt                                                         |
| 4              | Finnland         | Matti Hagman, Reijo Laksola, Antti Leppänen, Henry Leppä, Seppo Lindström, Pekka Marjamäki, Matti Murto, Timo Nummelin, Esa Peltonen, Timo Saari, Jorma Vehmanen, Urpo Ylönen, Hannu Haapalainen, Seppo Ahokainen, Tapio Koskinen, Pertti Koivulahti, Hannu Kapanen, Matti Rautiainen                                                  |
| 5              | USA              | Steve Alley, Dan Bolduc, Blane Comstock, Bob Dobek, Rob Harris, Jeffrey Hymanson, Paul Jensen, Steve Jensen, Dick Lamby, Bob Lundeen, Bob Miller, Douglas Ross, Gary Ross, Buzz Schneider, Steve Sertich, John Taft, Ted Thorndike, Jim Warden                                                                                         |
| 6              | Polen            | Stefan Chowaniec, Andrzej Tkacz, Andrzej Iskrzycki, Marek Marcińczak, Kordian Jajszczok, Tadeusz Obłój, Jerzy Potz, Andrzej Słowakiewicz, Andrzej Zabawa, Walenty Ziętara, Karol Żurek, Walery Kosyl, Robert Góralczyk, Wiesław Jobczyk, Leszek Kokoszka, Henryk Pytel, Mieczysław Jaskierski, Marian Kajzerek                         |
| 7              | Rumänien         | Valerian Netedu, Vasile Morar, Elöd Antal, Șandor Gal, George Justinian, Ion Ioniță, Dezideriu Varga, Doru Moroșan, Doru Tureanu, Dumitru Axinte, Eduard Pană, Vasile Huțanu, Ioan Gheorghiu, Tiberiu Mikloș, Alexandru Hălăucă, Marian Pisaru, Nicolae Vișan, Marian Costea                                                           |
| 8              | Österreich       | Daniel Gritsch, Franz Schilcher, Walter Schneider, Gerhard Hausner, Johann Schuller, Michael Herzog, Günter Oberhuber, Othmar Russ, Max Moser, Rudolf König, Sepp Puschnig, Franz Voves, Josef Schwitzer, Peter Zini, Sepp Kriechbaum, Alexander Sadjina, Herbert Pöck, Herbert Mörtl                                                  |
| 9              | Japan            | Toshimitsu Otsubo, Minoru Misawa, Hiroshi Hori, Iwao Nakayama, Hitoshi Nakamura, Kiyoshi Esashika, Takeshi Akiba, Koji Wakasa, Hideo Urabe, Yoshiaki Kyoya, Minoru Itō, Takeshi Azuma, Sadaki Honma, Hideo Sakurai, Tsutomu Hanzawa, Osamu Wakabayashi, Yasushio Tanaka, Yoshio Hoshino                                                |
| 10             | Jugoslawien      | Marjan Žbontar, Janez Albreht, Miroslav Lap, Drago Savić, Božidar Beravs, Bojan Kumar, Ivan Ščap, Bogdan Jakopič, Miroslav Gojanović, Eduard Hafner, Tomaž Lepša, Roman Smolej, Ignac Kavec, Franci Žbontar, Silvo Poljanšek, Janez Petač, Janez Puterle, Gorazd Hiti                                                                  |
| 11             | Schweiz          | Alfio Molina, André Jorns, Charles Henzen, Andreas Meyer, Jakob Kölliker, Ueli Hofmann, Ernst Lüthi, Aldo Zenhäusern, Nando Mathieu, Bernhard Neininger, Anton Neininger, Renzo Holzer, Walter Dürst junior, Guy Dubois, Georg Mattli, Jürg Berger, Rolf Tschiemer, Daniel Widmer                                                      |
| 12             | Bulgarien        | Petar Radew, Atanas Iliew, Iwan Markowski, Nikolaj Petrow, Dimo Krastinow, Dimitri Lasarow, Iwan Penelow, Georgi Iliew, Iwajlo Kalew, Ljubomir Ljubomirow, Ilija Batschwarow, Boschidar Mintschew, Miltscho Nenow, Iwan Atanassow, Kiril Gerassimow, Marin Batschwarow, Malin Atanassow, Nikolaj Michajlow                             |